# Eric Avila
Eric Humberto Avila (San Diego (Verenigde Staten), 24 november 1987) is een Amerikaans voetballer die in 2015 door Santos Laguna verhuurd werd aan Orlando City SC uit de Major League Soccer.

## Clubcarrière
Hij werd gekozen als 19e in de tweede ronde van de MLS SuperDraft 2008 door FC Dallas. Hij maakte zijn MLS debuut voor Dallas op 26 juni 2008 tegen Houston Dynamo. Op 20 juni 2009 maakte hij tegen Columbus Crew zijn eerste doelpunt. Op 2 augustus 2011 werd Avila naar Toronto FC gestuurd inruil voor Maicon Santos. Vier dagen later maakte hij zijn debuut voor Toronto in een 3-3 gelijkspel tegen DC United. Hij maakte zijn eerste doelpunt voor Toronto op 27 augustus tegen San Jose Earthquakes.
Nadat zijn contract bij Toronto tot einde was gekomen besloot hij deel te nemen aan de MLS Re-Entry Draft 2012. Op 14 december 2012 werd hij gekozen door Colorado Rapids in de tweede ronde van de draft. Een maand later werd hij echter alweer naar Chivas USA gestuurd inruil voor Nick LaBrocca. Op 2 maart 2013 maakte Avila tegen Columbus Crew zijn debuut voor Chivas USA. Op 30 maart scoorde hij zijn eerste doelpunt voor de club in een wedstrijd tegen Vancouver Whitecaps. Avila kwam zonder club te zitten nadat voetbalclub Chivas USA aan het einde van 2014 werd opgeheven. Avila vond daarna onderdak bij het Mexicaanse Santos Laguna, dat hem al snel verhuurde aan Orlando City SC. Op 13 maart 2014 maakte hij als invaller tegen Houston Dynamo zijn debuut voor Orlando.